# Poanas
Poanas è un comune del Messico, situato nello stato di Durango.